# Kevin Hodson
Kevin Hodson, född 27 mars 1972, är en kanadensisk före detta professionell ishockeymålvakt som tillbringade sex säsonger i den nordamerikanska ishockeyligan National Hockey League (NHL), där han spelade för ishockeyorganisationerna Detroit Red Wings och Tampa Bay Lightning. Han släppte in 2,76 mål per match och höll nollan fyra gånger på 71 grundspelsmatcher. Hodson spelade också på lägre nivåer för Adirondack Red Wings i American Hockey League (AHL), Jokerit i Liiga, Indianapolis Ice, Rafales de Québec och Detroit Vipers i International Hockey League (IHL) och Sault Ste. Marie Greyhounds i Ontario Hockey League (OHL).
Han blev aldrig draftad av någon NHL-organisation.
Hodson vann två raka Stanley Cup-titlar med Red Wings för säsongerna 1996-1997 och 1997-1998. Han fick dock inte sitt namn ingraverad på Stanley Cup-pokalen för 1996-1997 på grund av att han spelade för få matcher.
Efter karriären tog han en kandidatexamen i företagsekonomi vid Algoma University College och började arbeta som investeringsrådgivare åt Edward Jones. Sedan 2012 är han anställd hos RBC Dominion Securities.